# Pubblicità aerea

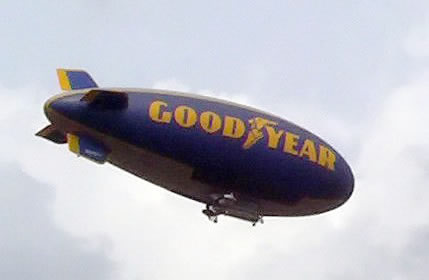
Un classico dirigibile della Goodyear. Il primo fu fatto volare nel 1925.

La pubblicità aerea (in lingua inglese aerial advertising o fly advertising o fly-adv) è una strategia di marketing e comunicazione che contempla la possibilità per le aziende di sfruttare il cielo come spazio di visione per i propri marchi.
Supporti visuali luminosi, distributori, loghi, scritte e video vengono fatti volare in prossimità del pubblico target.